# 能見篤史
能見 篤史（のうみ あつし、1979年5月28日 - ）は、兵庫県出石郡出石町（現：豊岡市）出身の元プロ野球選手（投手、左投左打）、コーチ、野球解説者、野球評論家。
2005年から2020年まで投手として阪神タイガースへ在籍した後に、2021年から投手コーチ兼任でオリックス・バファローズへ移籍。2022年限りで現役を引退した。

## 概要
阪神投手時代の2019年にNPBの一軍公式戦における40代の投手としてのシーズン最多登板数記録（2022年シーズン終了時点）、オリックス移籍後の2021年に通算1,500奪三振を歴代最年長（小宮山悟と並ぶ41歳11か月）で達成した。また、阪神・オリックスの両球団で、一軍公式戦におけるセーブとホールドの球団最年長記録を達成。NPBの投手では初めて、最年長セーブと最年長ホールドの球団記録を40代に複数の球団で樹立している。

## 経歴

### プロ入り前
神戸市で出生した後に、兵庫県警察の警察官だった実父が出石町内の駐在所へ赴任したことから、自身も生後4か月から中学校を卒業するまで同町で過ごした。
小学校3年時に実父が指導者をしていた出石町内の軟式野球チーム「小坂プラッキーズ」で野球をスタート。その後、鳥取城北高校普通科体育コースへ進学すると、硬式野球部のエースとして活躍した。2年時には、夏の鳥取大会で準優勝を経験。秋には、秋季県大会での優勝を経て、秋季中国地区大会でチームのベスト4進出に貢献した。3年時の春季県大会ではノーヒットノーランを達成している。
在学中は全国大会と無縁であったが、上記の実績から、川口知哉（平安）・井川慶（水戸商業）とともに「高校生左腕三羽ガラス」と称されるほど注目された。NPBの一部球団もドラフト会議の指名に向けて動いていたが、当時大阪ガス硬式野球部の監督だった竹村誠から熱心な誘いを受けた末に、同社へ入社した。
大阪ガスへの入社後は、熱心なファンですら投げる姿をほとんど見られなかったほど故障が相次いでいて、一時は「幻の投手」とまで呼ばれた。入社5年目の2002年には、「来年もダメだったら社業に戻る」と考えていたという。しかし、竹村の後任として監督に就任した湯川素哉から、「（左肘が）痛くても投げなさい。どうせなら、（左肘を）壊して辞めないか」という「最後通告」を受けたことから一念発起。左肘に痛みを抱えながら投げ込みの球数を増やしたところ、その成果を湯川に認められたことから、対外試合での登板機会を徐々に増やした。
2003年の第30回社会人野球日本選手権大会では、予選から好調を維持したまま、本大会で決勝に進出。決勝で日産自動車と対戦したが、延長11回に伊藤祐樹の適時打でサヨナラ負けを喫した。翌2004年には、後に阪神でもチームメイトになる渡辺亮・久保康友らと共に、第22回ハーレムベースボールウィーク日本代表として第22回ハーレムベースボールウィークに出場。その後に催された日本選手権でも、2年連続で本大会への出場を果たすと、野村克也監督率いるシダックス戦で野間口貴彦との投げ合いを制するなど活躍した。JFE西日本との決勝戦にもリリーフで登板したが、延長15回表に福竹政人のソロ本塁打で決勝点を与えたため、2年連続で敗戦投手になった。
2004年のNPBドラフト会議自由獲得枠で、当時井川慶がエースとして活躍していた阪神タイガースに、契約金1億円、年俸1500万円（金額は推定）という条件で入団した。背番号は14。担当スカウト池之上格。

### 阪神時代
2005年、開幕一軍入りを果たしたが、6月中旬に二軍へ降格。7月末に一軍へ再び昇格すると、9月には一軍公式戦で2連勝を記録したものの、一軍公式戦の通算防御率は5点台に達した。10試合に登板したウエスタン・リーグ公式戦では、投球回（38回）を上回る41三振を記録するとともに、22被安打、15与四球でWHIP0.97、防御率1.42を記録。セントラル・リーグ優勝で臨んだ日本シリーズでも、救援での登板を経験した。
2006年、左のセットアッパーとして前年のセ・リーグ優勝に大きく貢献したジェフ・ウィリアムスが、膝の手術を受けた影響でレギュラーシーズンの開幕に出遅れたため、開幕から中継ぎとして一軍公式戦で登板。チームが4敗を喫した開幕からの10試合には継投の失敗が相次いだ影響で、3試合で自身に黒星が付いた。セ・パ交流戦の期間中にウィリアムスが復帰すると、二軍へ降格。降格後には、ウエスタン・リーグ公式戦6試合の登板で、防御率3.60を記録した。シーズン終了後にハワイ・ウィンターリーグへ派遣。
2007年、井川がMLBのニューヨーク・ヤンキースへ移籍したことに伴い一軍公式戦での開幕から先発ローテーションに入ったが、4月末までに5試合の登板で1勝3敗と不振だった。中継ぎへの再転向後も不安定な投球が続き、5月27日の対千葉ロッテマリーンズ戦（阪神甲子園球場）では9回表に救援登板して1回5失点を記録した。この登板では、チーム3個目の死球を福浦和也に与えたことがきっかけで、その裏に藤田宗一による金本知憲への死球で乱闘を招いている。翌28日に二軍へ降格したが、8月中旬に先発要員として一軍へ復帰。復帰直後の4試合では、8月18日の対広島東洋カープ戦（京セラドーム大阪）で一軍公式戦初完封を挙げるなど3勝を挙げた。ウエスタン・リーグ公式戦では7試合に登板。チームトップタイ（リーグ2位）の6勝、防御率2.51、通算投球イニング43回で37奪三振を記録した。また、被安打35、与四球15でWHIP1.12と安定していた。
2008年は中継ぎでスタート。5月7日の対読売ジャイアンツ戦（東京ドーム）で7回裏に救援登板すると、アレックス・ラミレスに本塁打性の打球を打たれたが、外野席の最前列にいた観客が打球を手で押さえたことから、審判団の協議で二塁打として判定される珍事に見舞われた。同年の一軍公式戦での登板は11試合で、プロ入り後初の未勝利でシーズンを終えた。ウエスタン・リーグ公式戦では、29試合に登板してリーグ6位の5勝、チームトップ（リーグ2位）の11セーブ、リーグ5位の52奪三振を記録。防御率0.83、WHIP0.90という好成績を残した。
2009年、自身と同じ左投手の岩田稔など、投手陣に故障者が相次いだことを背景に、レギュラーシーズンの開幕から一軍の先発ローテーションに入った。6月までは先発登板の試合で打線の援護に恵まれず、7月上旬には救援で3試合に登板した。7月19日の対巨人戦（東京ドーム）に9回を2安打無失点12奪三振の好投で勝利投手になってからは、11試合の先発登板で9勝2敗と好調。セ・リーグ3位の165回を投げて、プロ入り後初めて最終規定投球回に到達した。また、防御率2.62、13勝（いずれもリーグ4位）、リーグ2位の154奪三振など、チームの投手陣トップの成績を記録。対巨人戦では内海哲也との先発対決に4試合連続で投げ勝ったほか、対広島戦では7試合の登板で4勝、防御率1.45という好成績を残した。
2010年、2年連続でレギュラーシーズンの開幕から一軍の先発ローテーションを担ったが、5月2日の対巨人戦で走塁中に右足楔状骨の剥離骨折に見舞われたため、4か月もの戦線離脱を余儀なくされた。9月9日の対中日ドラゴンズ戦（いずれも阪神甲子園球場）で一軍に復帰すると、勝敗は付かなかったものの、7回2失点10奪三振と好投。復帰後の対巨人戦で2勝を挙げたことによって、前年7月から始まった同カードので連勝を7にまで伸ばした。レギュラーシーズン全体でも、一軍公式戦で8勝無敗を記録。9月には、5試合の登板で3勝、防御率1.29を記録するなど好調で、セ・リーグ投手部門の月間MVPに初めて選ばれた。
2011年、入団後初めてレギュラーシーズンの開幕投手として臨んだ4月12日の対広島東洋カープ戦に、7回途中3失点でシーズン初勝利。4月19日の対巨人1回戦（いずれも阪神甲子園球場）では、一軍公式戦7者連続三振の球団最多タイ記録を達成した。5月3日の対巨人4回戦（東京ドーム）での9回完投勝利によって、1979年に小林繁が達成した同カード8連勝の球団記録に並んだものの、6月26日の9回戦（阪神甲子園球場）で黒星を喫したことで連勝が止まった。それでも、レギュラーシーズン全体では、自己最多の200回1/3を投げて12勝を記録した。
2012年、前年に続いてレギュラーシーズンの開幕投手に起用されると、シーズン序盤は好調。中盤は巨人相手に3連敗を喫するなどの不振に陥ったが、4試合に登板した9月には、3勝1敗、防御率0.55という好成績で球団選定の月間MVPを受賞した。レギュラーシーズンのチーム最終戦であった10月9日の対横浜DeNAベイスターズ戦（阪神甲子園球場）では、1回表に2三振を奪った末に降板したことによって、杉内俊哉と同数（172）ながらセ・リーグ最多奪三振のタイトルを確定させた。同タイトルを阪神の投手が獲得したのは、2006年の井川以来6年ぶりで、2年連続のシーズン2桁勝利も達成。シーズン終了後には、翌2013年に開催される第3回ワールド・ベースボール・クラシック（WBC）の日本代表候補に入った。
2013年、NPBのオープン戦期間中に開かれた第3回WBCに、日本代表の一員として参加代表入りした。東京ドームで開催された2次ラウンドでは、代表合宿からの好調を買われて、対台湾代表戦の先発に起用された。2回裏までは好投したものの、3回裏に突如制球を乱すと、二死満塁から押し出し四球で先制点を献上。結局、2回2/3を自責点1という内容で交代したが、試合自体は延長10回の末に4-3で日本代表が勝利した。日本代表の2次ラウンド1位通過を経て臨んだ決勝ラウンドでは、プエルトリコ代表との準決勝（サンフランシスコ・AT&Tパーク）において、1点ビハインドの6回表から2番手で登板。7回表無死一塁から1回0/3を投げたものの、8回表にアレックス・リオスから2点本塁打を打たれて自責点2で降板すると、日本代表も1-3で敗れた。

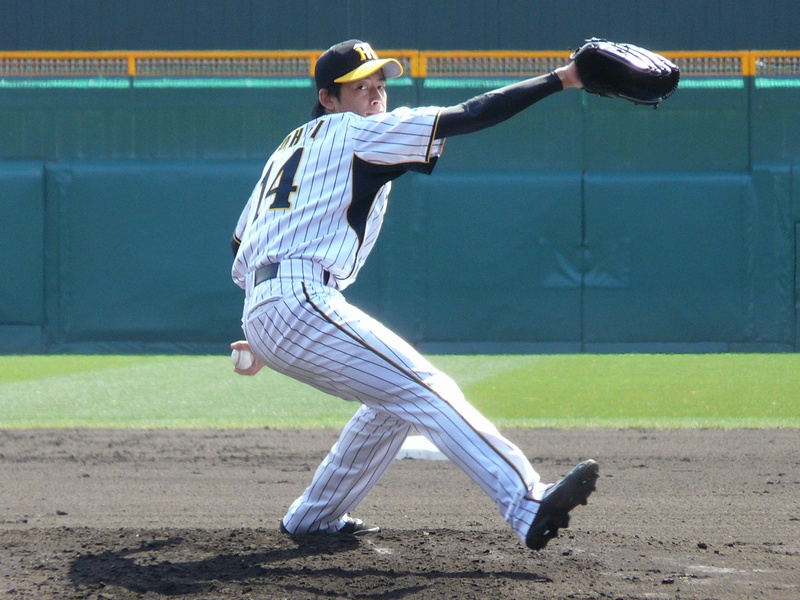
阪神時代（2011年）

NPBのレギュラーシーズンは、開幕戦への登板を回避。4月に爪が割れるアクシデントがあったが、5月6日の対巨人戦（東京ドーム）では、笠原将生から一軍公式戦初本塁打を記録するとともに、完投勝利を挙げた。シーズン成績は11勝7敗で、3年連続の2桁勝利、自己最多の6完投勝利を記録。
2014年、3月28日の対巨人戦（東京ドーム）で2年ぶりに開幕投手を務めたが、序盤での4点リードを守れず、5回途中10被安打10失点（全て自責点）の乱調で大敗を喫した。5月16日の対横浜DeNAベイスターズ戦（阪神甲子園球場）から6月14日の対埼玉西武ライオンズ戦（西武ドーム）まで2桁奪三振を続けた結果、5試合連続2桁奪三振のセ・リーグ最長記録を達成したが、同年は自己ワーストの13敗を記録。防御率も3.99で、6シーズンぶりに2点台を突破するなど安定感を欠いた。しかし、レギュラーシーズン2位で迎えたクライマックスシリーズ（CS）では、10月12日に広島とのファーストステージ第2戦（甲子園）に先発すると、8回を無失点と好投。チームはこの試合を引き分けで終えたものの、シリーズ規定によってファイナルステージ進出が決まった。リーグ優勝の巨人と対戦したファイナルステージでは、10月18日の第4戦（東京ドーム）で先発。5回94球2失点という内容で交代すると、救援陣の逃げ切りによって勝利投手になるとともに、チームも日本シリーズ進出を果たした。福岡ソフトバンクホークスとの日本シリーズでは、甲子園での第2戦に先発。6回2失点と好投しながら敗戦投手となった。その後は登板の機会がなく、チームも球団史上2回目のシリーズ制覇を逃した。日本シリーズの終了後は、11月11日に阪神甲子園球場で催された「日本プロ野球80周年記念試合」で、阪神・巨人連合チームの先発投手としてMLBオールスターチームを2回無失点に抑えた。また、レギュラーシーズン中に取得した国内FA権を行使したうえで、阪神と3年契約を結んだ。
2015年は、レギュラーシーズンで自身2年ぶりの2桁勝利となる11勝を挙げたが、前年と同じ13敗で2年連続のリーグ最多敗戦を記録。防御率も3.72と、規定投球回に達した投手では最も悪かった。クローザーの呉昇桓が故障で離脱したシーズン終盤には、中継ぎで2試合に登板したが、いずれの試合でも打ち込まれている。チームがレギュラーシーズン3位で迎えた巨人とのCSでは、ファーストステージの第3戦（東京ドーム）で先発投手として5回1失点と好投したがチームは敗れ、日本シリーズ進出を逸した。
2016年は8勝12敗、防御率3.67を記録。シーズンを通してローテーションを守ったものの、3年連続でリーグ最多敗戦を記録した。NPBの一軍公式戦において、同じ投手が3年連続でリーグ最多敗戦を記録した事例は、1986年から1988年までの尾花高夫（ヤクルト）以来で、左腕投手では初である。シーズンの終盤には、自身と同じく先発ローテーションの一角を担っていた岩崎優に続いて中継ぎへ転向。一軍の救援陣に左投手が少なかったことによる措置であったが、中継ぎ登板で1ホールドを挙げるなど好投を続けたことから、シーズン終了後にはセットアッパーへの転向も視野に調整を進めた。
2017年、岩崎を本格的にセットアッパーへ転向させるチーム方針の下で、先発に再び専念。レギュラーシーズンでは一軍公式戦での救援登板がなく、先発登板23試合で6勝6敗という成績を残した。シーズン防御率は3.72ながら、4試合に登板した5月には、防御率0.43を記録するなど好調だった。逆に、7月に3連敗を喫してからは、2か月にわたって白星から見放された。それでも、レギュラーシーズンの最終登板であった9月28日の対DeNA戦（横浜）では、93球を投げて同年唯一の完投勝利を挙げている。チームのレギュラーシーズン2位で臨んだ横浜DeNAベイスターズとのCSファーストステージ（阪神甲子園球場）では、1勝1敗で迎えた第3戦（10月17日）の先発を任されたものの、一死しか取れずに3点を失って1回表の途中で降板。チームはこの試合に敗れたことによって、広島とのファイナルステージ進出を逸した。
2018年、レギュラーシーズンの開幕から一軍の先発ローテーションに入っていたが、5月までに登板した3試合で0勝2敗、防御率7.53と振るわず、5月11日の広島戦登板後から二軍で調整。元々肩の仕上がりが早いことに加えて、一軍の救援陣から戦線を離脱する投手が相次いだことを背景に、6月からセットアッパーへ本格的に転向した。6月9日の対千葉ロッテマリーンズ戦（阪神甲子園球場）では、同点の延長11回表から救援で登板すると、チームのサヨナラ勝ちによってシーズン初勝利を記録。6月28日の対DeNA戦（横浜スタジアム）では、同点の8回裏に1回を無失点で抑えると、チームの勝利によって一軍公式戦通算100勝目を挙げた。日本プロ野球では歴代135人目で、阪神の生え抜き投手では選手では1985年の山本和行以来33年ぶりの記録である。8月16日の対広島戦（京セラドーム大阪）では、9回表にクローザーのラファエル・ドリスが先頭打者・會澤翼へ投じた初球が頭部死球で危険球とみなされて退場処分を受けたため、無死一塁の場面で緊急登板。そのまま抑えてチームの勝利につなげたことから、入団14年目にして一軍公式戦初セーブを挙げた。レギュラーシーズン全体では、一軍公式戦45試合の登板で、4勝3敗1セーブ、防御率2.56を記録。救援に専念した6月以降は、42試合の登板で4勝1敗1セーブ、防御率0.86という好成績を収めたほか、9月11日の対中日戦（甲子園）では球団の40代投手としては初めてのホールドを記録した。シーズン終了後には、矢野燿大の一軍監督就任に伴って先発への再転向も検討されたが、矢野との面談で中継ぎに専念する意向を伝えている。また、中日で43歳までプレーを続けていた左投手の岩瀬仁紀が、シーズン終了後に現役を引退。能見自身は、39歳だった12月14日に推定年俸1億1000万円（前年から1000万円減）という条件で阪神との契約を更改したことによって、NPB現役最年長の左腕投手になった。
2019年、開幕から中継ぎに専念。ナゴヤドームでの対中日戦では、阪神の40代投手としては歴代3人目の一軍公式戦勝利を8月14日に記録したほか、9月15日の登板でシーズンの登板数が50試合に達した。40歳以上の現役投手がNPBのレギュラーシーズンで一軍公式戦50試合に登板した事例は、2017年に42歳で達成した岩瀬に次いで2人目である。最終的に自己最多の51試合に登板。入団後初めて公式戦に先発しなかったものの、1勝2敗18ホールドという成績で、チームの2年ぶりCS進出に貢献した。シーズン防御率は4.30と高く、7月にはリフレッシュを兼ねての二軍調整を経験したが、シーズン終了後の12月11日には推定年俸9500万円（前年から1500万円減）という条件で契約を更改した。
2020年、年頭から新型コロナウイルスへの感染が拡大している影響で、当初3月20日に予定されていたレギュラーシーズンの開幕が誕生日より後（6月19日）まで延期されたものの、41歳にして開幕から救援陣の一角を担った。6月20日に巨人との開幕カード第2戦（東京ドーム）8回裏にシーズン初登板を果たしたことによって、阪神一筋で41歳のシーズンにも現役で在籍した投手としては若林忠志（1リーグ時代の1941年）以来2人目の公式戦登板を達成。7月19日の対中日戦（甲子園）では、先発で登板した2018年5月11日の対広島戦（マツダ）以来の打席へ立った（記録は見逃し三振）一方で、救援投手としてチームのリードを守った末にシーズン初勝利を挙げた。41歳のシーズンに現役で阪神に在籍していた投手では若林（1941年）・下柳剛（2009年）に次ぐ打席と勝利で、2009年から始まった一軍公式戦での連続勝利シーズン記録も、この試合での勝利によって中西清起以来の12シーズンにまで伸ばした。同年は開幕直後から調子が上がらず、7月の前半には、一軍への帯同を続けていながら2週間登板の機会がなかった。9月3日の対ヤクルト戦（甲子園）では、7回表二死二・三塁からの救援登板で対戦した山崎晃大朗を投ゴロに仕留めながら、マウンド付近で跳ねた打球が自分の身体を直撃。その影響で体勢を崩してゴロの処理に手こずったため、1点を献上したばかりか、わずか1球を投げただけで交代を余儀なくされた（記録は能見の適時失策）。9月8日からの対DeNA3連戦（横浜）には全試合で登板したものの、3点リードの4回表から救援した3戦目（10日）には、2者連続のソロ本塁打などで打者4人から一死しか取れずに降板。9月11日付で、1年2か月ぶりに出場選手登録を抹消された。しかし、抹消後に一軍から複数の選手が新型コロナウイルスに感染したことを受けて、NPBが定める「感染拡大防止特例2020」に沿った代替選手の1人として9月25日に再昇格。再昇格後は、シーズン終了まで一軍に帯同した。帯同中の10月21日には翌年の戦力構想から外れていることを通告された。しかし、他球団での現役続行を希望したため、11月6日にはこの年限りで福留孝介・上本博紀と共に退団することが球団から正式に発表された。翌7日には広島・石原慶幸の引退試合として開催された対広島戦（マツダ）8回裏に、石原の現役最終打席限定で登板。全5球のストレート勝負で石原の引退に花を添えた（記録は右飛）。さらに、チームのシーズン最終戦であった同月11日の対横浜DeNAベイスターズ戦（阪神甲子園球場）で、チームが1点を勝ち越した直後の9回表に登板。140km/h台のストレートで1イニングを無失点に抑えた末に、セーブで阪神での投手生活を締めくくった。この試合には41歳5か月で登板したため、一軍公式戦における阪神投手の歴代最年長セーブも達成。一軍公式戦全体では、チームで4番目に多い34試合に登板。防御率4.74、1勝1セーブ4ホールドを記録した。12月2日付でNPBから自由契約選手として公示。

### オリックス時代

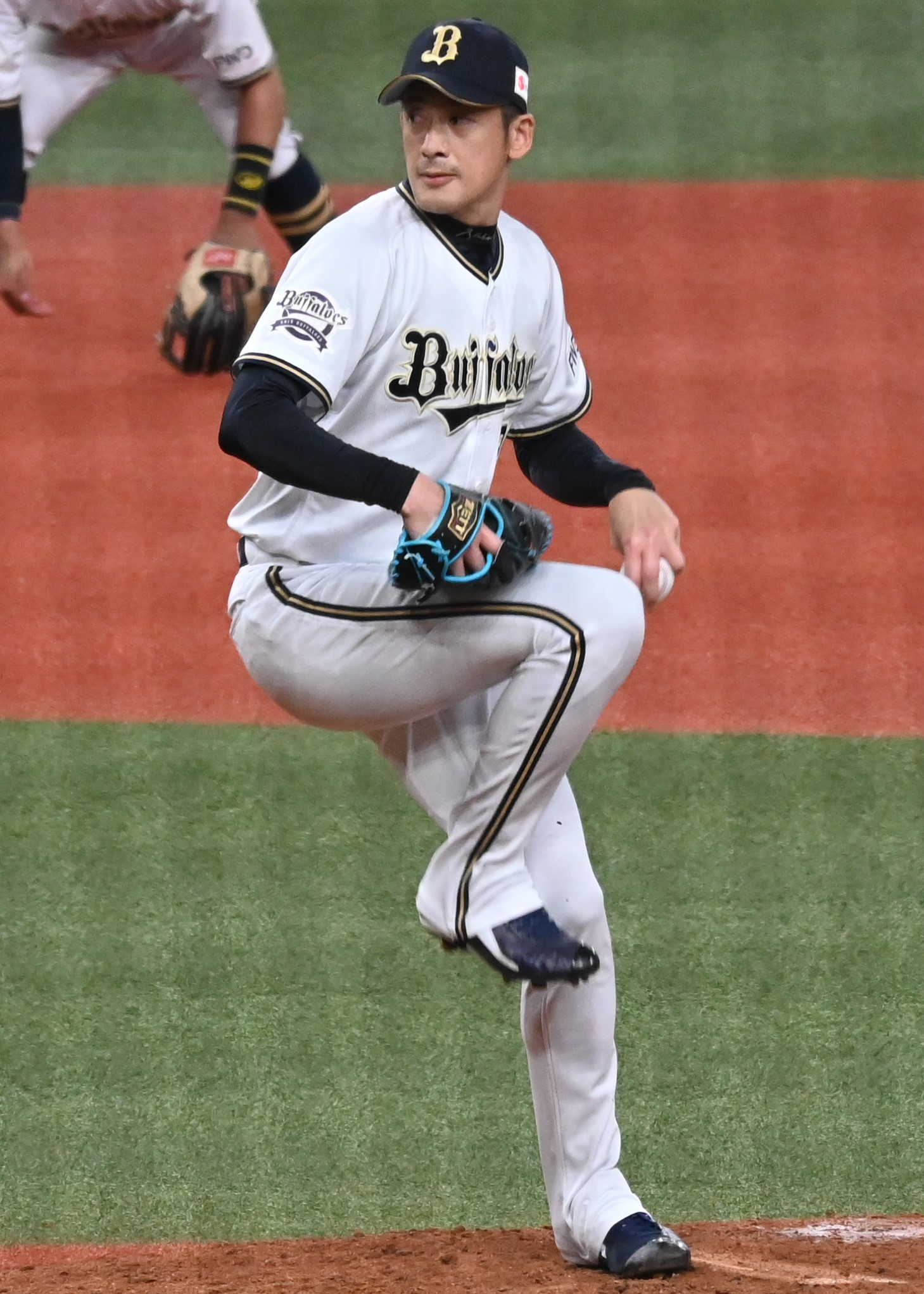
オリックス時代
（2021年10月6日京セラドーム大阪にて）

2020年12月8日に、オリックス・バファローズが能見の獲得を発表した。契約期間は1年、推定年俸は3500万円。背番号は26で、契約を機に投手コーチとの兼任を始めた（詳細後述）。
2021年、前年のレギュラーシーズン途中から一軍の監督を代行していた中嶋聡が一軍監督へ正式に就任したことを背景に、捕手出身の中嶋と春季キャンプの前に会談。その結果、投手としての起用を優先する方針が立てられたため、先発への再転向を前提に春季キャンプを「A組」（実戦形式の練習が主体のグループ）で過ごした。オープン戦以降も一軍に帯同していたが、実際には救援で起用されていて、レギュラーシーズンでも開幕戦から中継ぎで登板。41歳10か月で登板した4月10日の対日本ハム戦（京セラドーム）で移籍後初めてのホールドを挙げたことにより、オリックスの歴代最年長ホールド記録を達成した。阪神時代にも2018年9月11日の対中日戦（前述）から球団の最年長ホールド記録を保持しているが、セ・パ両リーグで40代にして最年長ホールドの球団記録を樹立した投手は能見が初めてである。5月には、中嶋からクローザーを任されていた平野佳寿やタイラー・ヒギンス（いずれも右投手）が体調不良で軒並み戦線を離れたため、中嶋の方針で抑えに転向。転向後初めて登板した5月2日の対ソフトバンク戦（京セラドーム大阪）で移籍後初セーブを記録。このセーブは（前身球団を含めた）オリックス投手の歴代最年長記録である。5月8日の対千葉ロッテマリーンズ戦（ZOZOマリンスタジアム）では、9回表にブランドン・レアードからの空振り三振でNPB史上57人目の一軍公式戦通算1,500奪三振を（小宮山悟に並ぶ）歴代最年長（41歳11か月）で達成した末に、シーズン2セーブ目を挙げている。なお、平野とヒギンスが戦線に復帰したセ・パ交流戦からは中継ぎへ再転向。42歳になった直後の6月2日には、一軍公式戦としては移籍後初めて甲子園球場で行われた対阪神戦に6回裏から登板し1回を無失点に抑えた。阪神戦には翌3日にも登板したが、10日の対巨人戦（京セラドーム）7回表の登板中に松原聖弥からの打球を左脚の下部に受けた影響で、翌11日に出場選手登録を抹消。実際には大事に至らなかったため、交流戦の終了後に再び登録されたが、抹消期間中も投手コーチとして一軍に帯同した。リーグ戦の再開後もチームの事情で登録と抹消を繰り返したものの、一軍公式戦では通算26試合の登板で2セーブと5ホールドを挙げたほか、コーチとしても前年にパシフィック・リーグの最下位だったチームを25年ぶりのリーグ優勝に導いた。チームの全日程終了後の10月27日に優勝が確定した直後には、無観客ながら京セラドームでプロ入り後初めての胴上げを経験している。11月27日にほっともっとフィールド神戸で行われた東京ヤクルトスワローズとの日本シリーズの第6戦に、延長11回表無死からワンポイントリリーフとして登板。日本シリーズでの登板は、阪神時代の2014年にソフトバンクとの第2戦に先発して以来7年ぶりの登板で、村上宗隆を5球で左飛に抑えた。日本シリーズ終了後の12月8日に、推定年俸4500万円（前年から1000万円増）という条件で「投手コーチ兼任の選手」として契約を更新。もっとも、契約の更新に際しては、翌2022年限りで現役を退く意向を球団に伝えていた。
2022年には、レギュラーシーズンの開幕から一軍に帯同。開幕当初は投手コーチに専念していたが、チーム事情との兼ね合いで出場選手登録が見送られていたため、4月21日まではNPBの規定で試合中のベンチ入りを控えていた。翌22日付でコーチ登録の抹消と出場選手登録がNPBから公示されたことに伴って、コーチとしてのベンチ入りも再び可能になったが、新型コロナウイルスへの感染が5月11日に判明。実際には症状が出ていなかったにもかかわらず、同月の下旬まで隔離療養を余儀なくされた。投手としては、セ・パ交流戦のシーズン最終試合であった6月12日の対阪神戦（京セラドーム大阪）を皮切りに、出場選手の登録と抹消を繰り返しながら一軍公式戦4試合に救援で登板。出場選手登録の抹消期間中はコーチとしての再登録も為されなかったものの、実際には一軍に帯同しながら、ベンチ以外の場所（主にブルペン）で投手の指導を続けた。9月に入ってから、この年限りで現役を退く意向を改めて表明。一軍監督の中嶋やゼネラルマネジャーの福良淳一（中嶋の2代前の監督）からは翻意を促されたものの、9月15日に球団を通じて現役引退を正式に発表すると、翌16日に臨んだ引退記者会見では「コーチとして指導していた投手が試合を通じて成長していく姿を嬉しく感じるようになった時点で、選手としての（現役続行に向けた）気持ちがかなり薄れたこと」を引退の理由に挙げた。この会見を受けて、球団は京セラドーム大阪におけるレギュラーシーズン最終戦（9月30日の対ロッテ戦）終了後に能見の引退セレモニーを開催。能見自身は、セレモニーへ臨む前に8回表無死から「打者1人限定」という条件でシーズン5試合（阪神時代からの通算で474試合）目の登板を果たすと、左打者の安田尚憲を145km/hのストレートで空振り三振に仕留めるとともに、公式戦では最後のホールドを記録。試合後には引退セレモニーに続いて、チームメイトから8回にわたって胴上げをされた。翌日の10月1日に出場選手登録を抹消されたが、チームが9月中にクライマックスシリーズ（CS）進出を決めていたことから、抹消後にはポストシーズンを終えるまで現役生活を続けることを明言。チームが前年に続いて対戦したヤクルトとの日本シリーズでは、「（前年のシリーズのように本気で）能見に投げさせたい」という中嶋の意向と相まって、「『投手』としての出場選手登録」が10月27日の第5戦（京セラドーム大阪）で実現した。この試合では実際にベンチへ入っていたものの、登板までには至らず、第6戦から登録を再び抹消。それでも、チームが第7戦（いずれも神宮）に勝利した10月30日に、阪神時代には経験できなかった「日本シリーズの制覇」をもって現役生活を終えた。この年、中日ドラゴンズの福留孝介も現役引退したことにより、1970年代生まれの選手は全員が引退した。なお、福良は能見に対して、2023年シーズンもコーチ専任でチームに残留することを引退会見の直後から要請。しかし、本人は要請を固辞したうえで、「（球界の）外から野球を勉強したい」との意向を示した。結局、球団はこの意向に沿って、コーチとしての契約を更新しないことを2022年11月7日に発表。この発表をもって、能見の退団が正式に決まった。

### 現役引退後
2023年からは、スポーツニッポンの野球評論家として活動。野球解説者としても、現役時代に阪神とオリックスへ在籍した経験を背景に、毎日放送グループ（MBSテレビ・MBSラジオ）・日本テレビ・読売テレビ・関西テレビ・TBSテレビ（主にBS-TBS・TBSチャンネルでの放送分）・NHK大阪放送局・サンテレビが制作する両球団の試合中継へ随時出演している。同年6月13日には、自身初の著書『#みんな大好き能見さんの美学（ポーカーフェイスの内側すべて明かします）』がベースボール・マガジン社から刊行。
2024年6月からは、野球グローブのOEMメーカーであるトライオン株式会社が販売する、グローブ用の皮革を使用したバッグのアンバサダーも務めている。
2024年12月に野球日本代表の投手コーチに就任することが発表された。背番号は84。

## 選手としての特徴
スリークォーターのワインドアップ投法から投げる平均球速140km/hのフォーシーム・スライダー・フォークボールを軸に、チェンジアップも交える。決め球はフォークで、高い精度を誇る。リリーフ時には最速151km/hを記録した。2008年までは力に頼ったフォームで投げていたが、2009年からはしっかりと腕を振ることを意識した打者のタイミングを外すフォームに改良。2010年頃までは、サイドスロー気味のフォームも時折織り交ぜていた。なお、2018年の中継ぎ転向後はワインドアップを封印していたが、阪神での公式戦最終登板ではワインドアップを再び披露している。
阪神時代は広島戦に強く（26勝18敗）、特に敵地のマツダスタジアムでプロ初完封を含む14勝（11敗、旧市民球場は1勝2敗）は2022年シーズン終了時までは、ホームの広島の選手に交じり同球場の通算勝ち星のトップ10の中に入るほどだった。逆にヤクルト戦に唯一の負け越しで（11勝16敗）、特に敵地の神宮では4勝（10敗）しかあげられず相手5球団の本拠地球場では唯一の負け越しだった。
少年野球チームで監督を務めていた実父と同じく、マウンドでポーカーフェイスを貫いていることが特徴。もっとも、オリックスへの移籍後は「自然体でのプレーを心掛けている」とのことで、阪神時代から一転してマウンド上で笑顔やガッツポーズを何度も見せている。
阪神時代にはクローザーを本格的に経験しておらず、一軍の公式戦で初めてセーブを挙げた時の年齢は39歳2か月だった。以降のセーブは、40代に入ってから記録している。また、オリックス時代に41歳11か月で公式戦通算1,500奪三振を達成した際には、「（奪三振は）捕手との共同作業で、捕手に助けられている部分もある。僕だけに焦点が当てられているが、捕手がいなくては（記録を達成）できない」という表現で、阪神時代からバッテリーを組んできた歴代の捕手に感謝の意を示している。

## 人物

### 社会人野球の投手時代に阪神の選手として映画に出演
大阪ガスに在籍していた2002年に、阪神をテーマにした長嶋一茂主演の映画『ミスター・ルーキー』に、阪神のユニフォーム姿でエキストラとして出演。「阪神が7連敗中の試合に中継ぎで登板したところ、痛打を浴びた末に敗戦投手になる」という役どころだった。その際には大阪ガスで着けていた背番号「14」を付けていたが、阪神への入団後もこの番号を着用している。ただし、背番号の上のローマ字表記は「NOHMI」ではなく「NOUMI」だった。
『ミスター・ルーキー』は、阪神の野村克也監督時代最終年（2001年）に撮影されたため、劇中に登場する阪神の選手は「DASH! HANSHIN」というロゴの入った当時のホーム用ユニフォームを身に付けていた。このユニフォーム姿で出演した後に、現役の選手として実際に阪神へ入団した人物は能見だけである。

### 阪神の投手時代

#### 投手では「異例」とされる専用ヒッティングマーチの提供
一軍の先発陣に定着してからは、2009年9月25日の対中日ドラゴンズ戦（ナゴヤドーム）で、中日の先発投手・吉見一起から2打席連続適時打を放ったり、2013年には前述のプロ初本塁打のほか、7月2日の対巨人戦（甲子園）で菅野智之から先制二塁打、7月27日の対横浜DeNAベイスターズ戦（同）では4回裏二死満塁のチャンスにティム・コーコランから先制打を放つなど、投手として先発したセ・リーグ公式戦で3本の適時打を放っている。
阪神の応援団では、阪神の投手が打席に立つ場合に、基本として全投手共通の応援歌「投手汎用ヒッティングマーチ」を演奏している。しかし、2014年のシーズン前には、阪神選手の応援歌を制作・管理・運営を一手に担う「阪神タイガース応援団 ヒッティングマーチ委員会」が能見専用のヒッティングマーチを制作した。能見本人から「打席では打者として評価してほしい」との要望があったことや、前述した打撃面での活躍がヒッティングマーチ委員会からも評価されたことによる。

#### 社会貢献活動
一軍に定着した2014年からは、シーズンを終えるたびに、当該年のレギュラーシーズンにおける一軍公式戦での実績に応じた金額のおもちゃ（玩具）を兵庫県（出身地の豊岡市と球団の本拠地がある西宮市）内の幼稚園などに自ら寄贈。入団当初の主力選手だった赤星憲広が現役時代の2003年から取り組んでいる車椅子の寄贈活動（2009年に現役を引退するまではレギュラーシーズンの一軍公式戦で成功させた盗塁と同じ数の車椅子を寄贈）に倣う格好で、先発陣の一角を担っていた2018年までは1勝を挙げるたびに10万円、中継ぎでの登板が増えた2019年以降は1試合の登板につき2万円を乗じた金額の玩具を贈っていた。その結果、阪神を退団する2020年までに寄贈した玩具の総額は、660万円相当に上っている。
本人は玩具の寄贈を始めた背景に、2014年までに3人の子どもを授かっていたことや、大阪ガスへの勤務中に社業の一環でガス管の修繕を任されていたことも挙げている。本人が現役引退の翌年（2023年）に語ったところによれば、ガス管の修繕は「人命に関わるほど危険な仕事」とのことで、「ガス漏れの臭いがする」との通報を受けるたびにサイレン付きの緊急車両でガス漏れが疑われる現場へ急行。現場周辺の家屋・マンション・事業者・施設などに通じるガス管を一時的に閉じたうえで、ガス漏れを初めとする異常の有無などを点検していたという。同社には阪神へ入団するまで7年間勤務していて、社会人野球の大会の直前にも午前中に限って修繕業務に就いていたが、午後には硬式野球部の練習へ参加することが社内で認められていた。このような事情から、修繕の現場から同部の先輩が運転する自動車で練習専用のグラウンドへ向かうたびに、「（チームメイトを含めた）他の社員にかなり迷惑を掛けている」という思いに駆られていたとのことである。

### 阪神からオリックスへ移籍するまでの経緯（2020年）
阪神最終年の2020年には、現役引退を覚悟しながら、春季キャンプからセットアッパー向けの調整を続けていた。しかし、新型コロナウイルス感染拡大の影響でレギュラーシーズンの開幕が延期されていた5月に3週間ほど練習の中断を余儀なくされた影響で、シーズンに入ってからも調子が戻らなかった。本人曰く「（2020年シーズンは）消化不良だった」とのことで、2021年の戦力構想から外れていることを球団から伝えられると、家族への相談を経て他球団での現役続行を決意。これに対して、京セラドーム大阪を本拠地に使用するオリックスが、救援での起用を視野に獲得へ名乗りを上げた。
阪神時代の能見は、2016年以降の毎年1月に、後輩投手（岩貞祐太など）を率いて沖縄県内で合同自主トレーニングを実施。阪神で最後に登板した2020年のレギュラーシーズン最終戦で、後輩野手の梅野隆太郎や大山悠輔から涙ながらに見送られるなど、チームメイトから慕われていた。
その一方で、オリックスでは左投手に20代の選手が多く、2020年シーズンの一軍では左の救援要員が手薄な状況にあった。このため、能見に対しては、投手陣への助言や若手捕手の育成に対する期待を込めて「救援投手と一軍のブルペン担当投手コーチの兼任」という異例のオファーを提示。能見も、2020年12月8日の初交渉でこのオファーを受け入れたため、「投手兼投手コーチ」という異例の契約で移籍に至った。ちなみに、投手兼任コーチとしての契約に際しては、「（自分は）口数が多い方ではないので、『（野球に取り組む）姿勢を（若手の投手や捕手に）黙って見せようかな』と思う。その姿勢や（自分の）行動から、何かを感じてもらえれば良い」との抱負を述べている。
なお、オリックスへ移籍した2021年からは、前述した玩具の寄贈活動を岩崎優（阪神時代の後輩に当たる左投手）が引き継いでいる。岩崎は能見の阪神在籍中から主に救援で登板しているため、2019年・2020年の能見と同様に、レギュラーシーズンにおける一軍公式戦の登板数に2万円を乗じた金額の玩具を西宮市内と静岡県静岡市（自身の出身地）内の児童福祉施設や公立保育園などに寄贈している。

### オリックスで「コーチ兼任投手」 として現役を引退するまで（2021 - 2022年）
オリックスでは、能見が入団した2021年から、同じ部門のコーチを一軍と二軍で分担する体制を廃止している。この方針に沿って、コーチとしては一・二軍を問わず投手を指導。頭髪の色が明るい選手がチームに多いことを踏まえて、「元々多かった」という白髪を黒く染める頻度を阪神時代から減らしたところ、白髪交じりの頭が新たなトレードマークと化していた。

#### 2021年
オープン戦以降の一軍の試合に投手としてベンチ入りメンバーへ登録された場合には、ブルペン担当補佐の飯田大祐が能見をサポート。起用法を問わず、自身の登板中には、飯田がブルペン担当コーチの役割を代行している。
能見自身は「『選手』と『コーチ』の肩書を持つからには、（救援要員として登録された試合でも待機中の）ブルペンで（ベンチからかかってくる指示の）電話を取る」とのことで、自身の救援登板を電話で指示された場合に、自身の判断でブルペンへ直行することを想定。「（投手としては）登板を終えてからアイシングで左肘を冷やさないタイプ」と自認していることもあって、オープン戦では、調整目的での中継ぎ登板を終えた直後にブルペンへ戻ることもあった。結局、能見はレギュラーシーズンの開幕を「選手専任」の救援要員として一軍で迎えたため、チームは別の投手コーチを二軍から招集することで開幕に備えた。
開幕後は、中嶋の方針に沿って、自身を含めた救援投手の連投を2試合に限定。現に、救援陣は「いつ誰が登板を指示されるか分からない」という緊張感を持ちつつも、（セ・リーグを含めた）NPBの12球団で唯一レギュラーシーズンで3試合以上の連投を経験しなかった。エースの山本由伸に対しても試合前の対話を通じてアドバイスを送り続けたところ、パシフィック・リーグの投手タイトルをほぼ総なめにするほどの好成績につながったことから、レギュラーシーズン終盤には山本から感謝の意を伝えられている。

#### 2022年
能見が主に指導していた一軍の救援陣が前年（2021年）のレギュラーシーズン全体でリーグ5位の防御率（3.33）にとどまったことから、「コーチ兼任投手」として契約を更新した能見の負担を軽減すべく、チームは日本ハム一筋で前年まで投手コーチを務めていた厚沢和幸を一軍の投手コーチに招聘。自身と高山郁夫を含めた3人のコーチで一軍の投手陣を指導する体制へ移行する一方で、ブルペン担当補佐の飯田を育成コーチへ異動させた。
レギュラーシーズンに入ってからは、厚沢が一軍のブルペンを主に担当していたため、シーズンの序盤から自身のコーチ登録を抹消。チーム事情などから出場選手登録を外れていた時期には、NPBの規定でコーチとしてのベンチ入りも認められていないため、試合中はベンチ以外の場所（京セラドーム大阪の場合には選手サロン）から中継映像などを通じて投手陣の動きを分析していた。チームが5位に低迷していた7月には、16日の対楽天戦（楽天生命パーク）で田中将大の前に敗れると、帯同していた選手全員をブルペンに招集。「このままじゃ勝てない。昨年みたいに『何とかしよう』という気持ちが見えない」という言葉で選手を叱咤した。チームはこの時期を境に反転攻勢へ入ると、10月2日に楽天生命パークで組まれた楽天とのレギュラーシーズン最終戦で、先発の田中を攻略した末にリーグ2連覇を達成している。
その一方で、試合後には首脳陣のミーティングに参加してから、投手としての調整に専念。コーチとして一軍へ常に帯同していた関係で二軍（ウエスタン・リーグ公式戦）や練習試合での調整登板もままならなかったため、試合前の打撃練習で打撃投手を務めることや、試合前にブルペンで投げ込むことによって実戦感覚の維持に努めていたという。このような調整を強いられながらも、自分の経験を押し付けずに、個々の選手の特徴を踏まえたコーチングを継続。山本と宮城大弥を前年に続いて2桁勝利に導いたほか、前年のシーズン途中に右肘のクリーニング手術を受けていた山岡泰輔の本格的な復活を後押しした。ちなみに、投手生活からの引退記者会見には、山本・宮城・山岡がサプライズで登場。宮城が能見に花束を贈ったほか、会見後には4人揃って笑顔で記念撮影に臨んでいる。

### 誹謗中傷に対する考え
自身は2024年8月の『讀賣新聞オンライン』でのインタビューで「現役の頃、球場で『死ね』『やめろ』とよく言われました（中略）受け入れられたのは、お金を払って試合に来ているお客さんの言葉という面もあったと思います」と球場でのヤジについて語った一方「SNSは発信者が何者か分かりません。そこで目にする中傷は気味が悪く、不快な気持ちはより強まります」の匿名の誹謗中傷という行為の性質について見解を示している。

## 詳細情報

### 年度別投手成績
| 年 度      | 球 団      | 登 板 | 先 発 | 完 投 | 完 封 | 無 四 球 | 勝 利 | 敗 戦 | セ 丨 ブ | ホ 丨 ル ド | 勝 率 | 打 者 | 投 球 回 | 被 安 打 | 被 本 塁 打 | 与 四 球 | 敬 遠 | 与 死 球 | 奪 三 振 | 暴 投 | ボ 丨 ク | 失 点 | 自 責 点 | 防 御 率 | W H I P |
| ---------- | ---------- | ----- | ----- | ----- | ----- | -------- | ----- | ----- | -------- | ----------- | ----- | ----- | -------- | -------- | ----------- | -------- | ----- | -------- | -------- | ----- | -------- | ----- | -------- | -------- | ------- |
| 2005       | 阪神       | 16    | 12    | 1     | 0     | 0        | 4     | 1     | 0        | 1           | .800  | 293   | 64.2     | 78       | 10          | 27       | 0     | 1        | 64       | 3     | 0        | 40    | 40       | 5.57     | 1.62    |
| 2006       | 阪神       | 38    | 2     | 0     | 0     | 0        | 2     | 4     | 0        | 8           | .333  | 210   | 47.0     | 49       | 4           | 16       | 0     | 3        | 46       | 2     | 0        | 27    | 26       | 4.98     | 1.38    |
| 2007       | 阪神       | 23    | 12    | 1     | 1     | 1        | 4     | 4     | 0        | 2           | .500  | 330   | 74.0     | 79       | 7           | 30       | 1     | 4        | 51       | 2     | 0        | 39    | 36       | 4.38     | 1.47    |
| 2008       | 阪神       | 11    | 1     | 0     | 0     | 0        | 0     | 0     | 0        | 0           | ----  | 54    | 11.1     | 15       | 1           | 6        | 0     | 0        | 10       | 1     | 0        | 6     | 6        | 4.76     | 1.85    |
| 2009       | 阪神       | 28    | 25    | 1     | 1     | 0        | 13    | 9     | 0        | 0           | .591  | 675   | 165.0    | 142      | 11          | 44       | 1     | 5        | 154      | 3     | 1        | 61    | 48       | 2.62     | 1.13    |
| 2010       | 阪神       | 12    | 10    | 0     | 0     | 0        | 8     | 0     | 0        | 0           | 1.000 | 267   | 62.1     | 63       | 3           | 13       | 2     | 5        | 57       | 2     | 0        | 23    | 18       | 2.60     | 1.27    |
| 2011       | 阪神       | 29    | 28    | 5     | 1     | 1        | 12    | 9     | 0        | 1           | .571  | 799   | 200.1    | 151      | 8           | 55       | 5     | 6        | 186      | 3     | 0        | 59    | 56       | 2.52     | 1.03    |
| 2012       | 阪神       | 29    | 27    | 3     | 2     | 1        | 10    | 10    | 0        | 0           | .500  | 737   | 182.0    | 157      | 14          | 37       | 2     | 3        | 172      | 5     | 0        | 61    | 49       | 2.42     | 1.07    |
| 2013       | 阪神       | 25    | 25    | 6     | 2     | 1        | 11    | 7     | 0        | 0           | .611  | 724   | 180.2    | 155      | 18          | 41       | 1     | 0        | 127      | 5     | 0        | 57    | 54       | 2.69     | 1.08    |
| 2014       | 阪神       | 26    | 26    | 3     | 1     | 0        | 9     | 13    | 0        | 0           | .409  | 720   | 169.1    | 170      | 16          | 48       | 0     | 3        | 151      | 9     | 0        | 81    | 75       | 3.99     | 1.29    |
| 2015       | 阪神       | 27    | 25    | 1     | 1     | 1        | 11    | 13    | 0        | 0           | .458  | 672   | 159.2    | 170      | 13          | 38       | 1     | 2        | 125      | 6     | 0        | 73    | 66       | 3.72     | 1.30    |
| 2016       | 阪神       | 26    | 24    | 2     | 1     | 0        | 8     | 12    | 0        | 1           | .400  | 634   | 147.1    | 140      | 17          | 52       | 2     | 6        | 126      | 5     | 1        | 67    | 60       | 3.67     | 1.30    |
| 2017       | 阪神       | 23    | 23    | 1     | 0     | 0        | 6     | 6     | 0        | 0           | .500  | 533   | 128.1    | 117      | 14          | 40       | 0     | 2        | 119      | 2     | 1        | 57    | 53       | 3.72     | 1.22    |
| 2018       | 阪神       | 45    | 3     | 0     | 0     | 0        | 4     | 3     | 1        | 16          | .571  | 229   | 56.1     | 40       | 5           | 19       | 0     | 3        | 48       | 6     | 0        | 23    | 16       | 2.56     | 1.05    |
| 2019       | 阪神       | 51    | 0     | 0     | 0     | 0        | 1     | 2     | 0        | 18          | .333  | 191   | 44.0     | 37       | 5           | 24       | 3     | 1        | 41       | 2     | 0        | 21    | 21       | 4.30     | 1.39    |
| 2020       | 阪神       | 34    | 0     | 0     | 0     | 0        | 1     | 0     | 1        | 4           | 1.000 | 109   | 24.2     | 25       | 6           | 12       | 0     | 1        | 19       | 1     | 0        | 14    | 13       | 4.74     | 1.50    |
| 2021       | オリックス | 26    | 0     | 0     | 0     | 0        | 0     | 0     | 2        | 5           | ----  | 103   | 22.1     | 26       | 2           | 11       | 2     | 3        | 19       | 0     | 0        | 11    | 10       | 4.03     | 1.66    |
| 2022       | オリックス | 5     | 0     | 0     | 0     | 0        | 0     | 0     | 0        | 1           | ----  | 15    | 3.2      | 2        | 0           | 2        | 0     | 0        | 2        | 0     | 0        | 1     | 1        | 2.45     | 1.09    |
| 通算：18年 | 通算：18年 | 474   | 243   | 24    | 10    | 5        | 104   | 93    | 4        | 57          | .528  | 7295  | 1743.0   | 1616     | 154         | 515      | 20    | 48       | 1517     | 57    | 3        | 721   | 648      | 3.35     | 1.22    |

- 各年度の太字はリーグ最高

### WBCでの投手成績
| 年 度 | 代 表 | 登 板 | 先 発 | 勝 利 | 敗 戦 | セ ｜ ブ | 打 者 | 投 球 回 | 被 安 打 | 被 本 塁 打 | 与 四 球 | 敬 遠 | 与 死 球 | 奪 三 振 | 暴 投 | ボ ｜ ク | 失 点 | 自 責 点 | 防 御 率 |
| ----- | ----- | ----- | ----- | ----- | ----- | -------- | ----- | -------- | -------- | ----------- | -------- | ----- | -------- | -------- | ----- | -------- | ----- | -------- | -------- |
| 2013  | 日本  | 3     | 1     | 0     | 0     | 0        | 23    | 4.2      | 6        | 1           | 2        | 0     | 1        | 3        | 0     | 0        | 3     | 3        | 5.79     |

### 年度別守備成績
| 年 度 | 球 団      | 投手  | 投手  | 投手  | 投手  | 投手  | 投手     |
| 年 度 | 球 団      | 試 合 | 刺 殺 | 補 殺 | 失 策 | 併 殺 | 守 備 率 |
| ----- | ---------- | ----- | ----- | ----- | ----- | ----- | -------- |
| 2005  | 阪神       | 16    | 1     | 8     | 0     | 1     | 1.000    |
| 2006  | 阪神       | 38    | 1     | 14    | 0     | 1     | 1.000    |
| 2007  | 阪神       | 23    | 3     | 15    | 0     | 0     | 1.000    |
| 2008  | 阪神       | 11    | 0     | 1     | 0     | 0     | 1.000    |
| 2009  | 阪神       | 28    | 5     | 35    | 1     | 2     | .976     |
| 2010  | 阪神       | 12    | 4     | 7     | 0     | 1     | 1.000    |
| 2011  | 阪神       | 29    | 7     | 39    | 1     | 4     | .979     |
| 2012  | 阪神       | 29    | 6     | 33    | 1     | 1     | .975     |
| 2013  | 阪神       | 25    | 13    | 24    | 1     | 3     | .974     |
| 2014  | 阪神       | 26    | 8     | 26    | 1     | 2     | .971     |
| 2015  | 阪神       | 27    | 11    | 29    | 0     | 3     | 1.000    |
| 2016  | 阪神       | 26    | 4     | 27    | 0     | 0     | 1.000    |
| 2017  | 阪神       | 23    | 6     | 33    | 2     | 3     | .951     |
| 2018  | 阪神       | 45    | 1     | 11    | 1     | 2     | .923     |
| 2019  | 阪神       | 51    | 4     | 8     | 0     | 0     | 1.000    |
| 2020  | 阪神       | 34    | 4     | 3     | 1     | 1     | .875     |
| 2021  | オリックス | 26    | 1     | 6     | 0     | 0     | 1.000    |
| 2022  | オリックス | 5     | 1     | 2     | 0     | 0     | 1.000    |
| 通算  | 通算       | 474   | 79    | 321   | 9     | 24    | .978     |

### タイトル
- 最多奪三振：1回（2012年）

### 表彰
- 月間MVP：4回（投手部門：2010年9月、2011年10月、2013年5月、2013年6月）
- JA全農Go・Go賞：1回（最多奪三振賞：2009年5月）
- セ・パ交流戦 日本生命賞：1回（2013年）
- オールスターゲーム敢闘選手賞：1回（2012年第1戦）
- 若林忠志賞：1回（2016年）[123]
- サンスポMVP特別賞：1回（2009年）[124]
- 関西スポーツ賞 功労賞（2022年[125]）

### 記録
初記録
投手記録
- 初登板・初先発登板：2005年4月3日、対ヤクルトスワローズ3回戦（大阪ドーム）、4回5失点
- 初奪三振：同上、1回表に青木宣親から見逃し三振
- 初勝利・初先発勝利：2005年4月24日、対横浜ベイスターズ6回戦（横浜スタジアム）、5回2/3を2失点
- 初完投勝利：2005年5月8日、対北海道日本ハムファイターズ3回戦（札幌ドーム）、9回1失点
- 初ホールド：2005年10月1日、対ヤクルトスワローズ21回戦（明治神宮野球場）、7回裏に2番手で救援登板、2回無失点
- 初完封勝利：2007年8月18日、対広島東洋カープ16回戦（京セラドーム大阪）
- 初セーブ：2018年8月16日、対広島東洋カープ17回戦（京セラドーム大阪）、9回表に4番手で救援登板、1回無失点

打撃記録
- 初打点：2005年9月24日、対広島東洋カープ21回戦（広島市民球場）、6回表に佐竹健太から二塁ゴロの間に記録
- 初安打：2009年4月4日、対東京ヤクルトスワローズ2回戦（京セラドーム大阪）、3回裏に由規から左前安打
- 初本塁打：2013年5月6日、対読売ジャイアンツ7回戦（東京ドーム）、6回表に笠原将生から右越ソロ

節目の記録
- 1000投球回：2014年4月12日、対読売ジャイアンツ5回戦（阪神甲子園球場）、2回表二死目に橋本到を三ゴロ ※史上337人目
- 1000奪三振：2014年9月5日、対中日ドラゴンズ19回戦（ナゴヤドーム）、4回裏にエクトル・ルナから空振り三振 ※史上140人目
- 1500投球回：2017年5月17日、対中日ドラゴンズ8回戦（阪神甲子園球場）、5回表一死目に平田良介を左飛 ※史上176人目
- 100勝：2018年6月28日、対横浜DeNAベイスターズ10回戦（横浜スタジアム）、8回裏に3番手で救援登板、1回無失点 ※史上135人目
- 1500奪三振：2021年5月8日、対千葉ロッテマリーンズ6回戦（ZOZOマリンスタジアム）、9回裏にブランドン・レアードから空振り三振 ※史上57人目

その他の記録
- 7者連続奪三振：2011年4月19日、対読売ジャイアンツ1回戦（阪神甲子園球場） ※セ・リーグ2位タイ、球団タイ記録[126][127]
- 5試合連続2桁奪三振：2014年 ※セ・リーグ記録

| 登板日  | 対戦チーム   | 球場                 | 投球回 | 奪三振 |
| ------- | ------------ | -------------------- | ------ | ------ |
| 5月16日 | DeNA         | 阪神甲子園球場       | 8      | 11     |
| 5月24日 | ソフトバンク | 福岡 ヤフオク!ドーム | 6      | 13     |
| 5月31日 | 日本ハム     | 札幌ドーム           | 8      | 10     |
| 6月6日  | オリックス   | 阪神甲子園球場       | 7 1/3  | 10     |
| 6月14日 | 西武         | 西武ドーム           | 6      | 10     |
- オールスターゲーム出場：2回（2012年、2013年）

### 背番号
- 14（2005年 - 2020年）
  - 14（2013年WBC、2014年日米野球日本プロ野球80周年記念試合）
- 26（2021年 - 2022年）
- 84（2025年[93] - 、侍ジャパンコーチ）

### 登場曲
- BRAND NEW WORLD - D-51（2009年 - 2011年）
- 俺たちの明日 - エレファントカシマシ（2012年 - 2013年）
- 刹那 - GReeeeN（2014年 - 2022年） ※原曲から歌詞の一部を変更したオリジナルバージョンで、阪神からオリックスへの移籍後も使用[113]。

### 代表歴
- 2013 ワールド・ベースボール・クラシック日本代表

## 関連情報

### 出演

#### 阪神の現役投手時代
CM
- 上新電機（2013年 - 2015年） - 2013年のみ新井良太・伊藤隼太、2014年からは西岡剛・藤浪晋太郎（いずれも当時のチームメイト）と共演。

#### 現役引退後
野球解説者として出演している番組を中心に記載。

テレビのプロ野球中継
- MBSベースボールパーク（毎日放送） - 主に阪神戦の中継へ「ゲスト解説者」扱いで出演
- プロ野球中継（関西テレビ） - 同上
- サンテレビボックス席（サンテレビ） - 同上
  - サンテレビ制作の番組では、オフシーズンを中心に編成される『熱血!タイガース党』にも、阪神の投手時代からゲストで随時出演。
- DRAMATIC BASEBALL（日本テレビ系列のプロ野球中継）
  - 読売テレビが制作する阪神戦の中継や、日本テレビが制作する巨人対阪神戦の中継で解説を随時担当。
- S☆1 BASEBALL（BS-TBS・TBSチャンネル） - 横浜スタジアムのDeNA対阪神戦中継で、解説を随時担当。
- NHKプロ野球 - NHK大阪放送局が制作するオリックスのホームゲーム中継を中心に解説

その他のテレビ番組
- よんチャンTV（毎日放送）
  - 阪神・オリックスを初めとするプロ野球関連の話題を関西ローカルパートで取り上げる場合に、スタジオでの解説を随時担当。『MBSベースボールパーク』（阪神のナイトゲーム中継）が後枠に組まれている日で当該中継の解説を任されている場合には、中継先の球場からの直前中継で登場している。
  - 2024年度からは、月曜日のスタジオパネラーとして、掛布・矢野との週替わり方式でレギュラー出演。自身の出演日には、オリックス・バファローズの紹介を兼ねた「ハロー!能見さん」（自身の現役時代のチームメイトであった選手・コーチがVTRを通じて能見に近況を報告する企画）も放送されている。
- 朝生ワイド す・またん!（読売テレビ） - 不定期でゲスト出演

ラジオのプロ野球中継
- MBSベースボールパーク（MBSラジオ）
  - 阪神OB（現役時代のチームメイト）の鳥谷敬・福留孝介などと共に、「準解説者」という扱いで出演。メインカードである阪神戦の中継に加えて、ビジター地元局への裏送り方式で放送されることの多いオリックスのホームゲーム中継でも、解説を随時担当している。
  - 関連番組（ナイターオフ版の『MBSベースボールパーク』や『MBSベースボールパーク番外編』）にも、オリックスで現役を引退した直後（2020年度のオフシーズン）から随時出演。2023年度のナイターオフ版では、毎月第3土曜日に放送される『能見篤史のバファローズ通信』（『番外編』での不定期企画「バファローズ通信」から派生した事前収録の冠番組）でメインパーソナリティを務めている。

### 著書
- 『#みんな大好き能見さんの美学（ポーカーフェイスの内側すべて明かします）』（ベースボール・マガジン社、2023年6月13日初版刊行、ISBN 978-4583115894）

### 漫画
- ドカベン ドリームトーナメント編：第8巻に登場。